# Titularbistum Strathernia
Strathernia (ital.: Strathearn) ist ein Titularbistum der römisch-katholischen Kirche. 
Es geht zurück auf einen früheren Bischofssitz in der Stadt Dunblane, die sich in der heutigen Grafschaft Perthshire in Schottland befindet.
| Titularbischöfe von Strathernia |                           |                                                        |                   |                   |
| Nr.                             | Name                      | Amt                                                    | von               | bis               |
| 1                               | Hubertus Brandenburg      | Weihbischof in Osnabrück (Deutschland)                 | 12. Dezember 1974 | 21. November 1977 |
| 2                               | John Peter Jukes OFMConv  | Weihbischof in Southwark (Großbritannien)              | 20. Dezember 1979 | 21. November 2011 |
| 2                               | Sébastien Muyengo Mulombe | Weihbischof in Kinshasa (Demokratische Republik Kongo) | 1. Februar 2012   | 15. Oktober 2013  |
| 3                               | Timothy Freyer            | Weihbischof in Orange in California (USA)              | 23. November 2016 |                   |